# United Sikkim Football Club
Lo United Sikkim Football Club è una società calcistica indiana con sede nella città di Gangtok, nello stato di Sikkim. Milita in un campionato locale a seguito della bancarotta del suo proprietario, l'ex calciatore Baichung Bhutia.

## Storia
Il club è stato fondato nel 2008 dalla Sikkim Football Association e da Baichung Bhutia e avrebbe dovuto competere nella Sikkim Gold Cup e negli altri tornei All-India nei primi anni della sua esistenza. Il 22 marzo 2011, il club è diventato ufficialmente professionistico ed è stato reso noto che sarebbe stato guidato da Baichung Bhutia e dal cantante Shankar Mahadevan. È stato dunque reso noto che la squadra avrebbe partecipato alla I-League 2nd Division con l'obiettivo di lottare per la promozione nella I-League nei successivi tre anni.
La squadra ha iniziato la sua scalata in data 27 febbraio 2011, quando ha messo sotto contratto il Nazionale liberiano Johnny Menyongar, proveniente dallo NSC Minnesota della North American Soccer League (NASL). Il 31 marzo successivo, lo United Sikkim ha disputato il primo incontro nella seconda divisione indiana, pareggiando per 2-2 contro il Langsning. Il 5 aprile ha vinto la prima partita, imponendosi sul North Imphal Sporting Association col punteggio di 2-0. La squadra ha chiuso al primo posto del girone A, qualificandosi così per la fase finale che avrebbe determinato la promozione: dopo tre pareggi consecutivi contro Sporting Goa, Royal Wahingdoh e Shillong Lajong, sono arrivati due successi contro Mohammedan e Southern Samity; il pareggio contro l'Ar-Hima e la sconfitta contro il Vasco hanno costretto lo United Sikkim al 5º posto finale, mancando così l'accesso alla massima divisione locale.
La stagione successiva è iniziata con gli addii di Johnny Menyongar, di Renedy Singh e di Nanjangud Shivananju Manju. In panchina, c'è stato l'avvicendamento tra il vecchio tecnico Stanley Rozario ed il nuovo, il belga Philippe De Ridder. Inoltre, lo United Sikkim ha messo sotto contratto i calciatori Daniel Bedemi e Quinton Jacobs. La stagione è iniziata con una vittoria sul Bhawanipore. Successivamente sono arrivate altre tre vittorie, contro Eagles, Southern Samity e Ar-Hima, qualificandosi nuovamente per il round finale che avrebbe determinato la promozione, in questo caso centrata.
La squadra si è così apprestata a disputare la sua prima stagione nella I-League 2012-2013. Lo United Sikkim ha chiuso il campionato all'ultimo posto in classifica, tornando in seconda divisione dopo una sola stagione. Il 18 dicembre 2014 è stato rivelato da Baichung Bhutia che lo United Sikkim aveva dichiarato bancarotta e che avrebbe partecipato quindi ad un campionato locale.

## Palmarès

### Competizioni nazionali
- I-League 2nd Division: 1

2012